# Tilahun Regassa

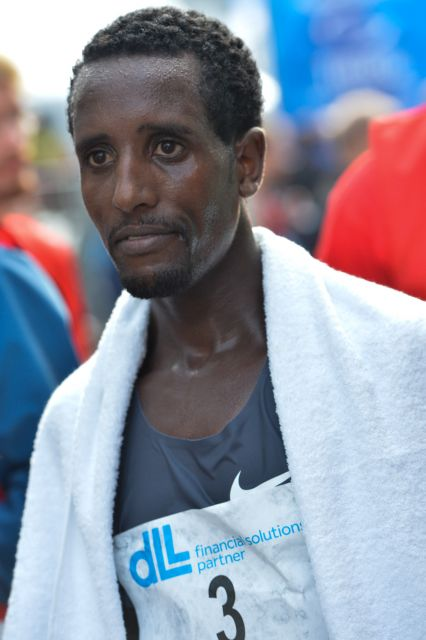
Tilahun Regassa 2014

Tilahun Regassa (* 18. Januar 1990 in Dukem) ist ein äthiopischer Langstreckenläufer, der sich auf Straßenläufe spezialisiert hat.
Er wuchs bei seinem Vater in Nazret auf, nachdem sich seine Eltern geschieden hatten, als er drei Jahre alt war. Nach dem Tod seines Vaters war Regassa als Fünfzehnjähriger auf sich allein gestellt und verbrachte drei Jahre auf der Straße. Schließlich wurde er von dem Leichtathletik-Manager Hussein Makke entdeckt und in dessen Trainingsgruppe aufgenommen.
Bereits in seinem ersten Halbmarathonrennen im September 2008 in Lille erzielte Regassa eine Weltklassezeit von 59:36 min. Zwei Monate später belegte er beim Delhi-Halbmarathon den vierten Platz. 2009 gewann er unter anderem das Bolder Boulder und das Falmouth Road Race. Bei den Halbmarathon-Weltmeisterschaften in Birmingham belegte er den elften Platz in der Einzelwertung und gewann eine Bronzemedaille in der Mannschaftswertung. Beim Delhi-Halbmarathon wurde er erneut Vierter. Außerdem siegte er beim Great Ethiopian Run über 10 km in Streckenrekordzeit von 28:36 min.
Die Saison 2010 begann für Regassa mit einem Sieg beim Zayed International Half Marathon in Abu Dhabi, der ihm eine Prämie von 300.000 US-$ einbrachte. Mit seiner Siegerzeit von 59:19 min stellte er eine persönliche Bestleistung und einen Streckenrekord auf.